# Cullupocha
Das Cullupocha war ein Volumenmaß in Tawantinsuyu, dem Reich der Inka. Es war eine Maßeinheit für Getreide, die dem Volumen einer Kalebasse gleich war.
- 1 Cullupocha ≈ 30 Liter